# Piercing bradavky

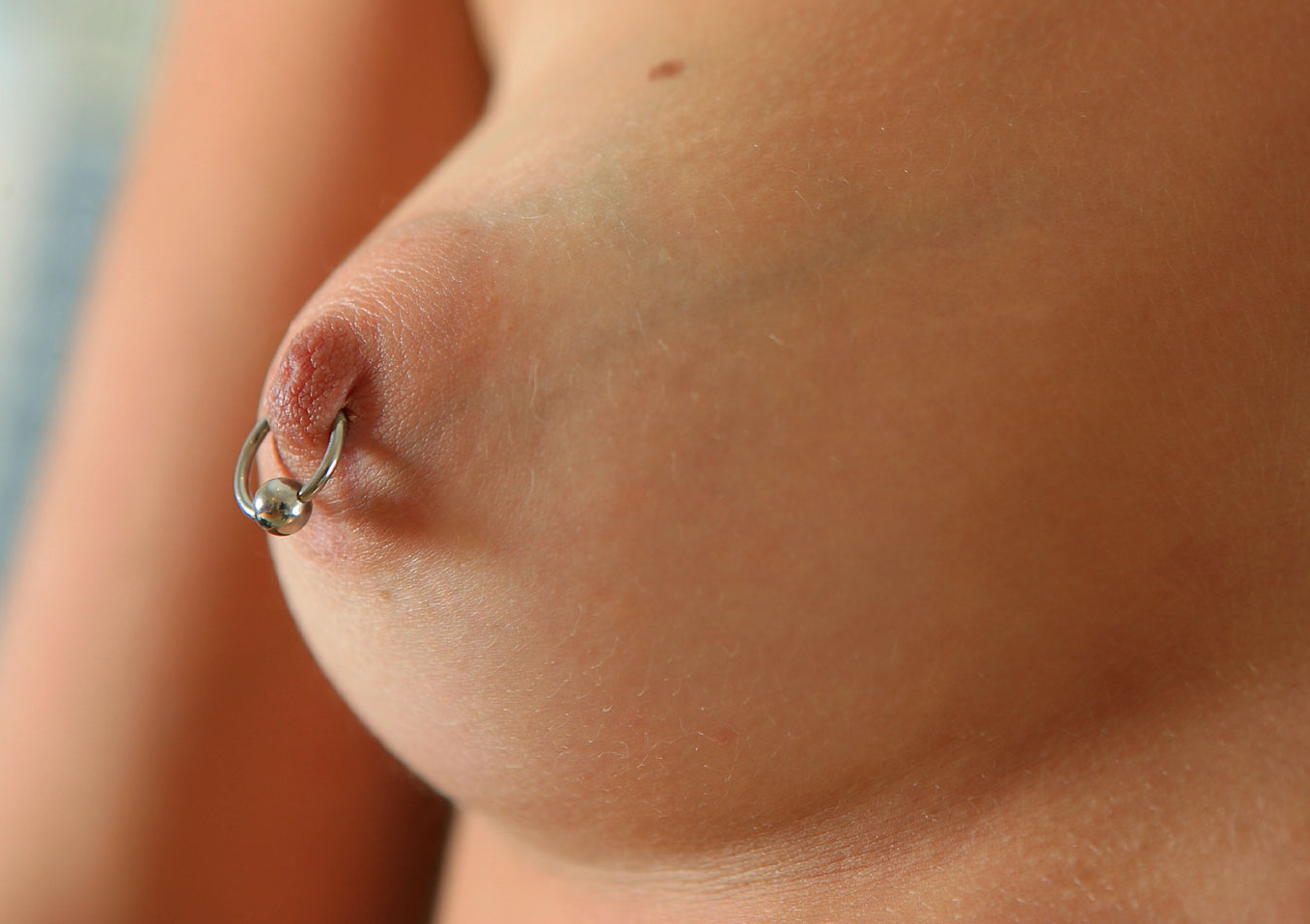
Piercing bradavky u ženy

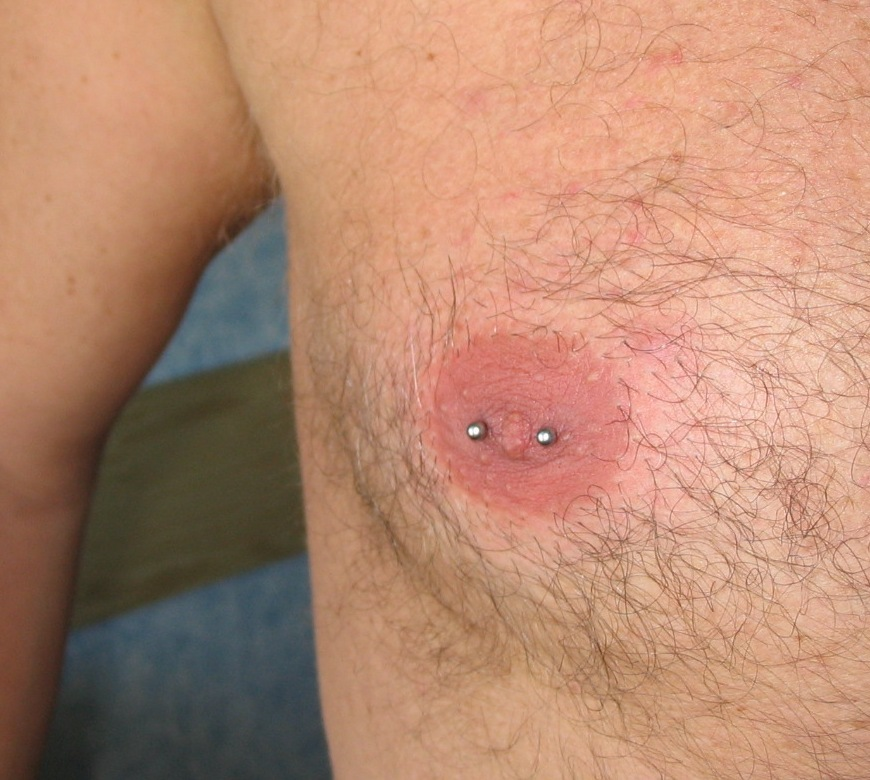
Piercing bradavky u muže

Piercing bradavky je druh piercingu, při kterém je u ženy či muže piercingový šperk vpraven do jedné či obou bradavek. Doba hojení po tomto druhu piercingu je individuální, některé zdroje uvádí 2 až 4 měsíce, jiné 6 až 9 měsíců.
Ženský piercing bradavek je zmiňován již ve viktoriánském období, nicméně věrohodné informace o jeho provádění pochází až z Německa po druhé světové válce. Výrazněji se však začínají objevovat až od 70. let 20. století.

## Komplikace
Piercing bradavek s sebou může nést různé komplikace. U ženy se mohou projevovat nepohodlím při kojení a při uvolnění může být vdechnut dítětem. Přesto by však při správném provedení piercingu neměla být schopnost kojení narušena. Existují však ale případy, kdy nesprávně provedený piercing bradavek vedl k ucpání mlékovodů. Přítomnost piercingu v bradavkách může způsobit popáleniny při defibrilaci pacienta, neodborně provedený piercing může způsobit infekci či zánět (např. mastitida), případně jiná onemocnění (např. endokarditida). Piercing bradavek se rovněž nedoporučuje u dospívajících dívek, u kterých by růst ňader mohl způsobit komplikace.